# 東山 (各務原市)
東山（ひがしやま）は、岐阜県各務原市の地名。現行行政町名は東山一丁目から東山五丁目。
地名はこの地域の丘陵の通称である「東山」に因む。

## 地理
各務原市の蘇原地区に属する。町域の東部は須衛町、西部は蘇原北山町、蘇原持田町、南部はテクノプラザ、須衛町、蘇原持田町、北部は蘇原北山町、須衛町に接する。
東山丘陵を開発した新興住宅地（東山ニュータウン）である。隣接する工業団地（現・テクノプラザ4丁目）と同時に開発された。
東山丘陵の開発時に遺跡（蘇原東山遺跡群）が見つかり、1985年（昭和60年）から1990年（平成2年）にかけて緊急発掘調査が行われ、縄文時代の集落跡、弥生時代の墳丘墓、古墳時代の古墳群、平安時代の陶器窯（灰釉陶器）、鎌倉時代から室町時代の積石塚などが発掘されている。
道路
- 県道17号江南関線

## 歴史
1998年（平成10年）、蘇原持田町の一部と須衛町の一部をもって東山を設置する。

## 世帯数と人口
2024年（令和6年）10月1日現在の世帯数と人口は以下の通りである。
| 丁目       | 世帯数  | 人口    |
| ---------- | ------- | ------- |
| 東山一丁目 | 40世帯  | 107人   |
| 東山二丁目 | 62世帯  | 160人   |
| 東山三丁目 | 86世帯  | 215人   |
| 東山四丁目 | 114世帯 | 317人   |
| 東山五丁目 | 120世帯 | 307人   |
| 計         | 422世帯 | 1,106人 |

## 小・中学校の学区
市立小・中学校に通う場合、学区は以下の通りとなる。
| 番・番地等 | 小学校                   | 中学校               |
| ---------- | ------------------------ | -------------------- |
| 全域       | 各務原市立蘇原第一小学校 | 各務原市立蘇原中学校 |

## 交通
- 各務原市ふれあいバス蘇原線

## 主な施設
- 各務原病院
- 一寸法師公園
- 桃太郎公園
- 金太郎公園
- 浦島太郎公園
- 龍の子太郎公園